# Viry-Châtillon
Viry-Châtillon is een gemeente in Frankrijk en maakt onderdeel uit van de Métropole du Grand Paris. Het ligt op ruim 20 km ten zuiden van Parijs. De gemeente telde 31.112 inwoners op 1 januari 2022. Er is vooral huisvesting, maar weinig industrie.

## Geschiedenis

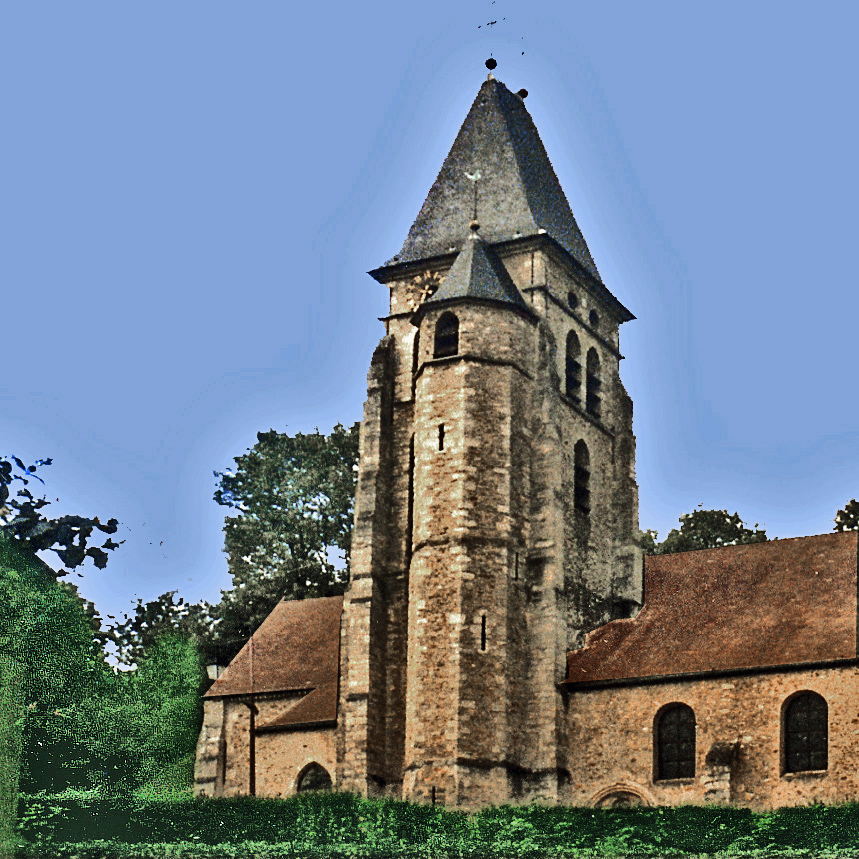
Kerk Saint-Denis

Viry, een heerlijkheid, werd voor het eerst vermeld in 1093. Aan het einde van de 12e eeuw en het begin van de 13e eeuw werd er de kerk Saint-Denis gebouwd. Deze is sinds 1925 een monument historique. De gemeente is ontstaan in 1790 door een fusie van de plaatsen Viry-sur-Orge en Châtillon-sur-Seine.
In 1909 werd er een vliegveld aangelegd, Port-Aviation. Het werd gebruikt als vliegschool tijdens de Eerste Wereldoorlog. Het terrein bleek niet zo geschikt en werd daarom in 1919 opgegeven. Daarna werd het gebied bebouwd. Tussen 1954 en 1962 kende de gemeente een sterke groei toen nieuwe woonwijken werden gebouwd.

## Geografie
De oppervlakte van Viry-Châtillon bedroeg op 1 januari 2022 6,07 vierkante kilometer; de bevolkingsdichtheid was toen 5.125,5 inwoners per km². 75% van de oppervlakte van de gemeente is bebouwd.
Viry-Châtillon ligt op de linkeroever van de Seine en ligt ook aan de zijrivier de Orge, nabij de monding in de Seine. Het westelijk deel van de gemeente ligt op het plateau van Hurepoix met als hoogste punt 84 m.
De gemeente is onderverdeeld in vijf wijken: Centre-ville, Plateau, Coteaux de l’Orge, Port-Aviation en Châtillon.
De onderstaande kaart toont de ligging van Viry-Châtillon met de belangrijkste infrastructuur en aangrenzende gemeenten.

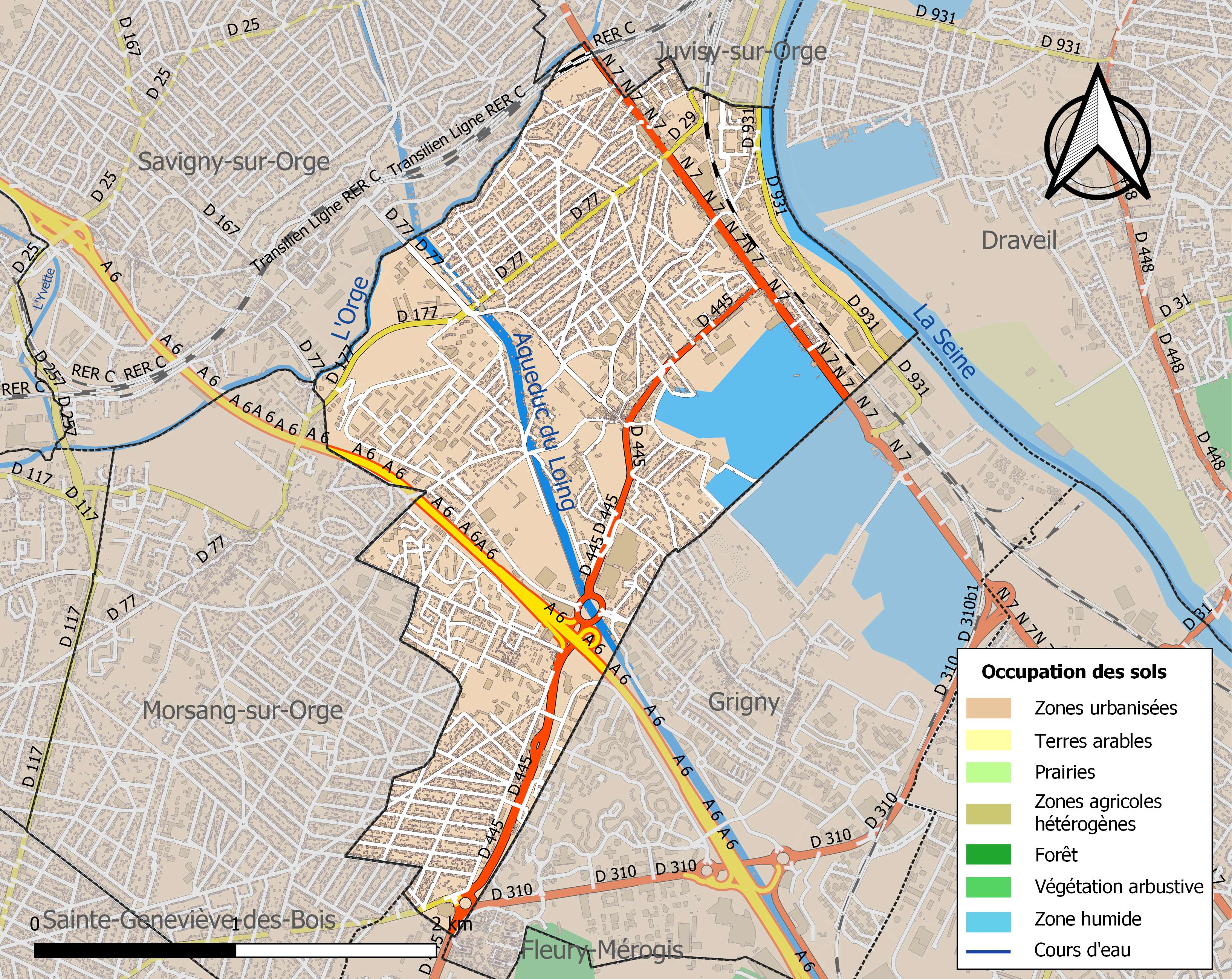

## Demografie
In 1790 telde de gemeente 408 inwoners. In 1901 telde de gemeente ongeveer 1.500 inwoners en in 1931 ongeveer 8.500 inwoners.
Onderstaande figuur toont het verloop van het inwonertal, bron: INSEE-tellingen. 

- (fr)  Statistische informatie op de website van INSEE

## Verkeer en vervoer
De gemeente is aangesloten op de Parijse RER D. De autosnelweg A6 en de autoweg N7 komen door Viry-Châtillon.

## Stedenband
- Erftstadt
- Wokingham